# Kuju Entertainment
Kuju Entertainment – brytyjska spółka zajmująca się produkcją i dystrybucją oprogramowania i gier komputerowych. Powstała w 1998 roku w wyniku wykupienia i przekształcenia firmy Simis, należącej do Eidos Interactive.

## Gry wyprodukowane
- 2001: 
  - Microsoft Train Simulator
  - Lotus Challenge
- 2002:
  - FireBlade
  - Halcyon Sun
  - Reign of Fire
- 2003:
  - Warhammer 40,000: Fire Warrior
- 2004:
  - Manchester United Soccer 2005
- 2005:
  - Conspiracy: Weapons of Mass Destruction
  - Battalion Wars
- 2006:	
  - Sensible Soccer 2006
  - Pilot Academy
- 2007:
  - M.A.C.H.: Modified Air Combat Heroes
  - Nucleus
  - Dungeons & Dragons: Tactics
  - Battalion Wars 2
  - Geometry Wars: Galaxies
  - Sensible World of Soccer [XBLA]
- 2008: 
  - Rail Simulator
  - Geometry Wars: Galaxies